# Tussles in Brussels
Tussles in Brussels est le DVD du Live des The Hives, groupe punk Suédois, enregistré le 29 octobre 2004 dans la salle de l'Ancienne Belgique de Bruxelles(Belgique). En plus du concert figurent également un documentaire décalé de 30 minutes signé D. W. Johnson, 8 clips, ainsi que 6 videos issues de performances dans diverses emissions de TV (dont Top of the Pops, Later with Jools Holland).
En plus de la stéréo, le DVD propose également des pistes Dolby Digital et DTS 5.1.

## Titres
1. "Abra Cadaver" – 1:39
2. "Antidote" – 3:01
3. "Missing Link" – 2:11
4. "Main Offender" – 2:36
5. "State Control" – 3:37
6. "Walk Idiot Walk" – 4:05
7. "Outsmarted" – 3:01
8. "A Little More For You" - 4:16
9. "Die, All Right!" – 2:41
10. "The Hives - Declare Guerre Nucleaire" – 2:17
11. "No Pun Intended" – 3:29
12. "Hate To Say I Told You So" – 5:31
13. "Born to Cry" – 2:22
14. "Supply and Demand" – 4:53
15. "Diabolic Scheme" – 3:15
16. "Two-Timing Touch and Broken Bones" – 4:55
17. "B is for Brutus" – 2:38
18. "Dead Quote Olympics" - 2:27
19. "A.K.A. I-D-I-O-T" - 4:15

## Émissions TV

### Top of the Pops
- "Main Offender"
- "Walk Idiot Walk"

### Later with Jools Holland
- "Main Offender"
- "Supply and Demand"
- "Die, All Right!"
- "Hate to Say I Told You So"

## Clips
- "A Little More For Little You"
- "Abra Cadaver"
- "Walk Idiot Walk"
- "Two-Timing Touch and Broken Bones"
- "Hate to Say I Told You So"
- "Die, All Right!"